# Åsa Kullgren
Åsa Ulrika Kullgren, född 26 november 1971 i Stafsinge församling, Hallands län, är en svensk jurist och socialdemokratisk politiker.
Kullgren var ordförande i Socialdemokratiska studentförbundet 1995–1997. Hon var landstingsråd i Landstinget Sörmland 2006–2015 och landstingsstyrelsens ordförande 2010–2015. Därefter fick hon regeringens uppdrag att utreda den svenska apoteksmarknaden. Mellan 2018 och 2022 ledde hon en statlig utredning om hälso- och sjukvårdens krisberedskap.
Sedan 2016 arbetar hon som åklagare i Eskilstuna.